# Импровизация 28
«Импровизация 28» (англ. и нем. Improvisation 28) — абстрактная картина русского художника Василия Кандинского, написанная в 1912 году и хранящаяся в Музее Соломона Гуггенхайма в Нью-Йорке.

## Анализ
Использование образа всадника на лошади в творчестве Кандинского символизирует как его крестовый поход против общепринятых эстетических ценностей, так и его мечту о более духовном и лучшем будущем посредством преобразующей силы искусства. Всадник появляется во многих гравюрах на дереве, темпере и маслом, от первого появления на его картинах, вдохновленных фольклорной тематикой, написанных в России на рубеже веков, до его абстрактных пейзажей, сделанных в Мюнхене в начале десятилетия с 1910 года. Эта тема также появляется в дизайне обложек манифеста русского художника «О духовном в искусстве» и в современном Альманахе Genet Blau, который он редактировал совместно с Францем Марком.
В 1909 году, когда он завершил «Голубую гору», Кандинский написал ещё до семи картин с изображениями всадников. В этом году его стиль становился все более абстрактным и экспрессионистским, а его тематические интересы сместились от портретов природных событий (например, пейзажей) к апокалиптическим повествованиям. В 1910 году многие абстрактные полотна художника имели общий литературный источник — «Откровение Иоанна Богослова»; всадник стал означать всадника Апокалипсиса, который принесет эпическое разрушение, после которого мир будет искуплен. И в «Наброске к композиции II», и в этой картине Кандинский весьма схематично изобразил катастрофические события с одной стороны картины и рай духовного спасения — с другой. В последнем, «Импровизация 28 (Вторая версия)», слева появляются лодка, волны (отсылка к вселенскому потопу) и змея, а справа появляется обнимающаяся пара, яркое солнце и праздничные свечи.